# Abdoulaye Doucouré
Abdoulaye Doucouré (Meulan-en-Yvelines, Yvelines, 1 de enero de 1993) es un futbolista francés, nacionalizado maliense que juega en la demarcación de centrocampista para el Neom S. C. de la Liga Profesional Saudí.

## Trayectoria

### Stade Rennais F. C.
Empezó a formarse como futbolista a la edad de once años con el OFC Les Mureaux, donde estuvo por tres años, hasta que finalmente en 2007 el Stade Rennais FC se hizo con sus servicios. Jugó con el equipo filial hasta julio de 2011, momento en el que firmó un contrato con el primer equipo para los tres años siguientes. El 27 de abril de 2013, finalmente, fue puesto en el once titular por el entrenador Frédéric Antonetti para un partido de la Ligue 1 contra el Stade Brestois 29. Jugó en el club hasta el mercado invernal de 2016, ya que el 1 de febrero de 2016 se hizo oficial su traspaso al Watford FC, aunque finalmente jugaría en calidad de cedido por seis meses en el Granada.

### Granada C. F.
En el equipo español sólo estuvo un semestre, cedido por el Watford F. C., equipo del mismo grupo económico. En esos 6 meses Doucouré se convirtió en un titular y pieza importante del equipo llegando a jugar 15 encuentros durante la Primera División de España 2015-16.

### Watford F. C.
Una vez transcurridos los 6 meses del préstamo en España, Doucouré se incorporó a las filas del equipo inglés, donde desde un primer momento se transformó en titular en la zona medular del equipo. Su gran temporada durante la Premier League 2017-18 despertó el interés de varios equipos. Incluso fue elegido por el videojuego FIFA 18 como parte del "Equipo de la Temporada de la Comunidad" junto a grandes jugadores como Giorgio Chiellini, Gerard Piqué o Marek Hamšík

### Everton F. C.
Para la Premier League 2020-21 Doucouré llegó por tres temporadas al Everton con opción de una cuarta, por 20 millones de libras desde el Watford. Rápidamente se transforma en pieza importante en el esquema de Carlo Ancelotti, siendo fundamental en el mediocampo, consiguiendo uno de los mejores inicios de liga del cuadro "toffee" en los últimos 27 años, cuando lograron sumar 9 sobre 9 puntos, logro que no conseguían desde la temporada 1993-94.

## Estadísticas

### Clubes
Actualizado al último partido disputado el 9 de noviembre de 2024.
| Club                          | Div.          | Temporada     | Liga  | Liga  | Copas nacionales | Copas nacionales | Copas internacionales | Copas internacionales | Total | Total |
| Club                          | Div.          | Temporada     | Part. | Goles | Part.            | Goles            | Part.                 | Goles                 | Part. | Goles |
| ----------------------------- | ------------- | ------------- | ----- | ----- | ---------------- | ---------------- | --------------------- | --------------------- | ----- | ----- |
| Stade Rennes F. C. II Francia | 4.ª           | 2010-11       | 6     | 0     | —                | —                | —                     | —                     | 6     | 0     |
| Stade Rennes F. C. II Francia | 5.ª           | 2012-13       | 16    | 2     | —                | —                | —                     | —                     | 16    | 2     |
| Stade Rennes F. C. II Francia | 5.ª           | 2013-14       | 1     | 0     | —                | —                | —                     | —                     | 1     | 0     |
| Stade Rennes F. C. II Francia | Total club    | Total club    | 23    | 2     | 0                | 0                | 0                     | 0                     | 23    | 2     |
| Stade Rennes F. C. Francia    | 1.ª           | 2012-13       | 4     | 1     | 0                | 0                | —                     | —                     | 4     | 1     |
| Stade Rennes F. C. Francia    | 1.ª           | 2013-14       | 20    | 6     | 7                | 1                | —                     | —                     | 27    | 7     |
| Stade Rennes F. C. Francia    | 1.ª           | 2014-15       | 35    | 3     | 6                | 2                | —                     | —                     | 41    | 5     |
| Stade Rennes F. C. Francia    | 1.ª           | 2015-16       | 16    | 2     | 4                | 1                | —                     | —                     | 20    | 3     |
| Stade Rennes F. C. Francia    | Total club    | Total club    | 75    | 12    | 17               | 4                | 0                     | 0                     | 92    | 16    |
| Granada C. F. · España        | 1.ª           | 2015-16       | 15    | 0     | 0                | 0                | —                     | —                     | 15    | 0     |
| Granada C. F. · España        | Total club    | Total club    | 15    | 0     | 0                | 0                | 0                     | 0                     | 15    | 0     |
| Watford F. C. Inglaterra      | 1.ª           | 2016-17       | 20    | 1     | 3                | 0                | —                     | —                     | 23    | 1     |
| Watford F. C. Inglaterra      | 1.ª           | 2017-18       | 37    | 7     | 2                | 0                | —                     | —                     | 39    | 7     |
| Watford F. C. Inglaterra      | 1.ª           | 2018-19       | 35    | 5     | 5                | 0                | —                     | —                     | 40    | 5     |
| Watford F. C. Inglaterra      | 1.ª           | 2019-20       | 37    | 4     | 2                | 0                | —                     | —                     | 39    | 4     |
| Watford F. C. Inglaterra      | Total club    | Total club    | 129   | 17    | 12               | 0                | 0                     | 0                     | 141   | 17    |
| Everton F. C. Inglaterra      | 1.ª           | 2020-21       | 29    | 2     | 5                | 1                | —                     | —                     | 34    | 3     |
| Everton F. C. Inglaterra      | 1.ª           | 2021-22       | 30    | 2     | 4                | 0                | —                     | —                     | 34    | 2     |
| Everton F. C. Inglaterra      | 1.ª           | 2022-23       | 25    | 5     | 2                | 0                | —                     | —                     | 27    | 5     |
| Everton F. C. Inglaterra      | 1.ª           | 2023-24       | 32    | 7     | 3                | 0                | ―                     | ―                     | 35    | 7     |
| Everton F. C. Inglaterra      | 1.ª           | 2024-25       | 9     | 0     | 1                | 1                | ―                     | ―                     | 10    | 1     |
| Everton F. C. Inglaterra      | Total club    | Total club    | 125   | 16    | 15               | 2                | 0                     | 0                     | 140   | 18    |
| Total carrera                 | Total carrera | Total carrera | 367   | 47    | 44               | 6                | 0                     | 0                     | 411   | 53    |